# Jazernica
Jazernica (bis 1927 slowakisch „Jazernica-Markovice“; ungarisch Márkfalva – bis 1907 Jezernicmarkovic) ist eine Gemeinde in der Nord-Mitte der Slowakei mit 355 Einwohnern (Stand 31. Dezember 2024). Sie liegt im Okres Turčianske Teplice, einem Teil des Žilinský kraj und ist Teil der traditionellen Landschaft Turiec.

## Geographie
Die Gemeinde befindet sich inmitten des Turzbeckens am Bach Teplica, unweit der Mündung in den Turiec. Das Ortszentrum liegt auf einer Höhe von 449 m n.m. und ist acht Kilometer von Turčianske Teplice sowie 18 Kilometer von Martin entfernt.
Nachbargemeinden sind Blažovce im Norden, Borcová im Osten, Bodorová im Südosten, Ivančiná im Südwesten und Abramová im Westen.

## Geschichte

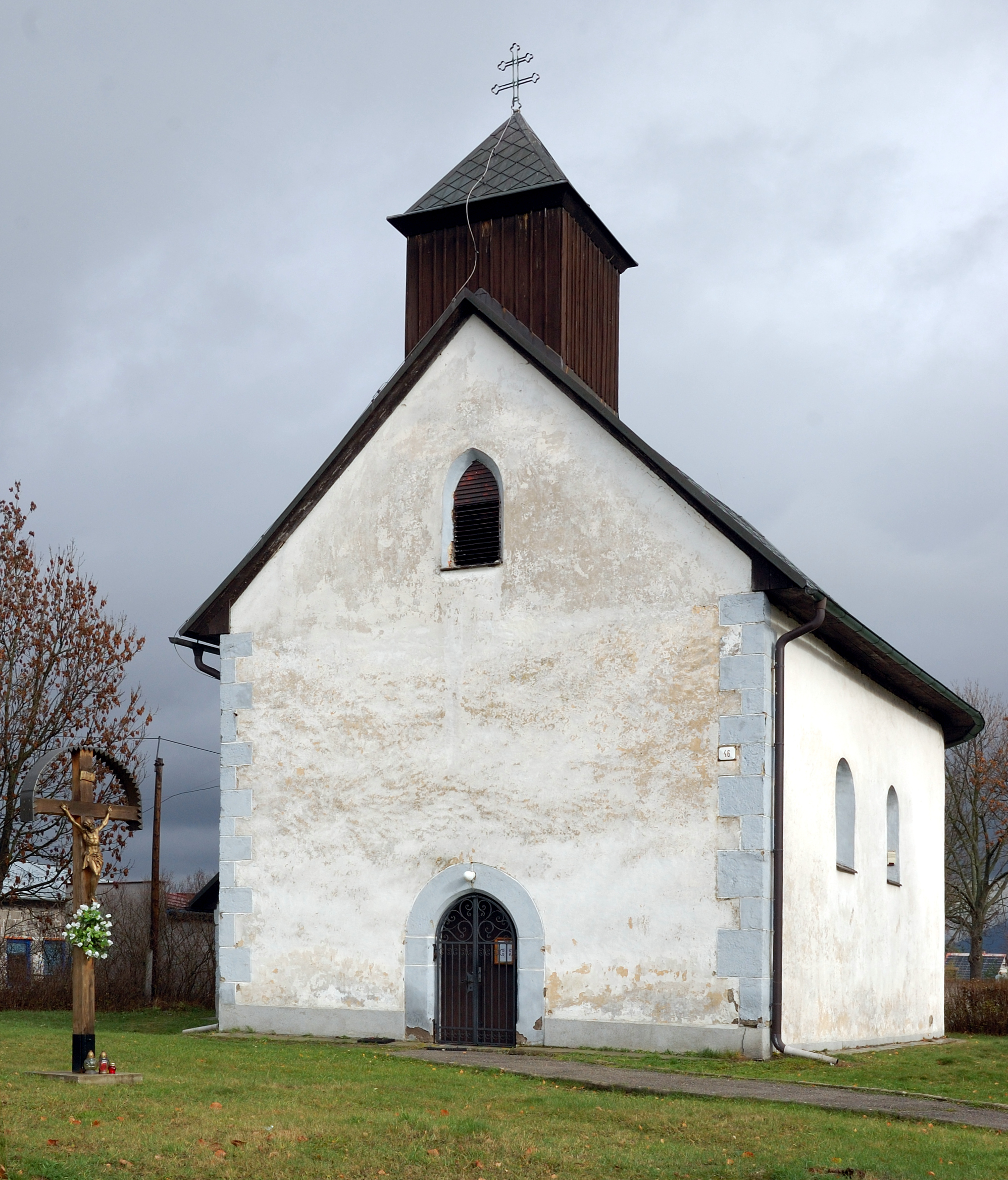
Barbarakirche im Ort

Auf dem heutigen Gemeindegebiet gab es ein Urnenfeld der Lausitzer Kultur und später eine slawische Siedlung.
Jazernica entstand auf einem Stück Land, das vorher einem gewissen Vida gehört hatte und wurde zum ersten Mal 1361 als Zarnouchamelleky schriftlich erwähnt, im Jahr 1417 erscheint der Name Jezerniche. Das Dorf gehörte einem Mann namens Tiba, dem Vorfahren der Familie Jezerniczi. 1785 hatte die Ortschaft 14 Häuser und 87 Einwohner, 1828 zählte man 20 Häuser und 151 Einwohner, die als Landwirte beschäftigt waren.
Markovice wurde zum ersten Mal 1412 als Markfalua schriftlich erwähnt und war damals Besitz der Familie Márkfalvi. 1785 hatte die Ortschaft drei Häuser und 17 Einwohner, 1828 zählte man vier Häuser und 33 Einwohner.
Bis 1918 gehörte der im Komitat Turz liegende Ort zum Königreich Ungarn und kam danach zur Tschechoslowakei beziehungsweise heute Slowakei. Auch in der ersten tschechoslowakischen Republik blieb Landwirtschaft die Haupteinnahmequelle der Bevölkerung, die in einem Großgut beschäftigt war.

## Bevölkerung
| Jahr                | 1994 | 2004     | 2014     | 2024     |
| ------------------- | ---- | -------- | -------- | -------- |
| Anzahl der Personen | 238  | 290      | 320      | 355      |
| Unterschied         |      | +21,84 % | +10,34 % | +10,93 % |

| Jahr                | 2023 | 2024    |
| ------------------- | ---- | ------- |
| Anzahl der Personen | 367  | 355     |
| Unterschied         |      | −3,26 % |

Nach der Volkszählung 2011 wohnten in Jazernica 297 Einwohner, davon 286 Slowaken. 11 Einwohner machten keine Angabe zur Ethnie.
163 Einwohner bekannten sich zur römisch-katholischen Kirche, 58 Einwohner zur Evangelischen Kirche A. B., vier Einwohner zur orthodoxen Kirche und zwei Einwohner zur evangelisch-methodistischen Kirche. 58 Einwohner waren konfessionslos und bei 12 Einwohnern wurde die Konfession nicht ermittelt.

## Bauwerke
- römisch-katholische Barbarakirche im gotischen Stil aus dem 15. Jahrhundert, der spätgotische Flügelaltar stammt aus dem Jahr 1517

## Verkehr
Der nächste Bahnanschluss ist an der Haltestelle Jazernica an der Bahnstrecke Salgótarján–Vrútky (Teilstrecke Diviaky–Vrútky).